# بيرثا جورج هاريس
بيرثا جورج هاريس (بالإنجليزية: Bertha George Harris)‏ هي خزافة أمريكية، ولدت في 29 يونيو 1913، وتوفيت في 14 أكتوبر 2014.